# أنطونيو غارسيا (مصور)
أنطونيو غارسيا (بالإسبانية: Antonio García Peris) (و. 1841 – 1918 م) هو مصور إسباني، ولد في بلنسية، توفي في بلنسية، عن عمر يناهز 77 عاماً.